# Crateva nurvala
Crateva nurvala (лат.) — вид цветковых растений семейства Каперсовые (Capparaceae).

## Распространение
Растение распространено в Индии, Юго-Восточной Азии, на юге Китая. Растет на равнинах на высоте до 1000 м над уровнем моря. Встречается на полянах, на опушке леса, вблизи рек и озёр и т. п.

## Применение

### Народная медицина
Высушенная кора растения используется как лекарственное средство в традиционных системах народной медицины Индии, таких как аюрведа, сиддха и т. п. Отвар коры внутрь вводят для лечения почечных конкрементов, дизурии, гельминтозов, воспалений и нарывов. Отвар растения имеет ветрогонное, слабительное, мочегонное, жаропонижающее, отхаркивающее и успокаивающее свойство.